# Polyplectropus sitahoan
Polyplectropus sitahoan är en nattsländeart som beskrevs av Malicky 1993. Polyplectropus sitahoan ingår i släktet Polyplectropus och familjen fångstnätnattsländor. Inga underarter finns listade i Catalogue of Life.